# Le Secret de Roan Inish
Pour plus de détails, voir Fiche technique et Distribution.
Le Secret de Roan Inish est un film américain et irlandais independant écrit et réalisé par John Sayles, et sorti en salles en 1994. Son scénario est tiré du roman de Rosalie K. Fry intitulé The Secret of Ron Mor Skerry.
Son histoire est centrée autour de la légende des Selkies (personnes qui sont capables de se transformer en phoques) issue du folklore écossais et que Sayles a adaptée pour une histoire irlandaise.

## Synopsis
Le film raconte l’histoire de Fiona, une petite fille qui est envoyée auprès de ses grands parents qui vivent près de l’île de Roan Inish, où d’après la rumeur vivent des selkies.

## Fiche technique
- Titre : Le Secret de Roan Inish
- Titre original : The Secret of Roan Inish
- Réalisation et scénario : John Sayles
- Décors : Adrian Smith
- Costumes : Consolata Boyle
- Photographie : Haskell Wexler
- Montage : John Sayles
- Musique : Mason Daring
- Production : Sarah Green, Maggie Renzi
- Pays d'origine : États-Unis et Irlande
- Langue : anglais et irlandais
- Format : Couleur - 1,85 : 1 - 35 mm
- Durée : 103 minutes
- Date de sortie : 1994

## Distribution
- Jeni Courtney : Fiona
- Pat Slowey : le prêtre
- Dave Duffy : Jim
- Declan Hannigan : le grand frère
- Mairéad Ní Ghallchóir : la tenancière du pub
- Eugene McHugh : barman
- Tony Rubini : barman
- Mick Lally : Hugh
- Eileen Colgan : Tess
- Richard Sheridan : Eamon
- Micheal MacCarthaigh : le maître d’école
- Fergal McElherron : Sean Michael
- Brendan Conroy : Flynn
- John Lynch : Tadhg
- Susan Lynch : la Selkie
- Frankie McCafferty : Tim

## Récompenses
- Prix de la critique internationale : Gerardmer 1996